# Clavier-Übung II
Clavier-Übung II — 2 часть сборника Иоганна Себастьяна Баха Clavier-Übung. Была опубликована в  1735. Содержит 2 произведения для двухмануального клавесина: «Итальянский концерт» и «Французская увертюра».

## История
Французская увертюра ранее была записана в до миноре; для издания 1735 г. Бах транспонировал ее в си минор и внес небольшие изменения в нотный текст, например, в некоторые ритмические фигуры первой части. Причина транспозиции неизвестна: есть предположение, что целью было увеличить контраст между двумя работами. Фа мажор — это «бемольная» тональность, а си минор — «диезная», а также расстояние между основными тонами обеих тональностей — тритон, а это самая дальняя модуляция. Другая возможная причина заключается в том, что из восьми немецких названий нот A, B (B♭), C, D, E, F, G, H (B♮) шесть уже использовались в качестве ключевых нот в партитах, поэтому остались только F и H. 
Тональности партит (си-бемоль мажор, до минор, ля минор, ре мажор, соль мажор, ми минор) могут показаться нерегулярной последовательностью, но на самом деле они образуют последовательность интервалов, идущих вверх и затем вниз по возрастающей величине: секунда вверх (си-бемоль — до), терция вниз (до — ля), кварта вверх (ля — ре), квинта вниз (ре — соль) и, наконец, секста вверх (соль — ми).  Последовательность продолжает Итальянский концерт — септима вниз (ми — фа) и Французская увертюра — увеличенная кварта вверх (фа — си). Таким образом, последовательность обычных тональностей для клавирных композиций 18-го века завершена, простираясь от первой буквы его имени («родная» тональность Баха B♭, по-немецки B) до последней буквы его имени (B♮, по-немецки H).

## Использованная литература
1. ↑   Архивировано 29 сентября 2007 года. Programme notes for recording by Lucy Carolan
2. ↑  Tomita, Yo. J.S. Bach: The Six Partitas. Yo Tomita's personal web space (2002). Дата обращения: 31 октября 2015. Архивировано 13 ноября 2021 года.